# Бондаренко Костянтин Петрович
Костянтин Петрович Бондаренко (творчий псевдонім Кость Бондаренко; нар. 2 травня 1969, Погребище, Вінницька область, Українська РСР) — український політолог, співпрацює з пропагандистським російським виданням Украина.ру, директор аналітичного центру «Інститут Горшеніна», керівник фонду «Українська політика».
Рішенням Ради національної безпеки і оборони України від 1 травня 2025 року «Про застосування персональних спеціальних економічних та інших обмежувальних заходів (санкцій)» на Бондаренко та 6-х інших українських діячів накладені персональні санкції . Причина санкцій, офіційно висловлена Президентом Володимиром Зеленським — за пропаганду в інтересах російської держави та виправдання війни, здійснення активних інформаційних операцій на шкоду Україні та українському захисту у війні .

## Життєпис
Виховувався в родині викладачів. Середню школу закінчив із золотою медаллю. Строкову службу в рядах Радянської армії проходив у Туркестанському військовому окрузі (стратегічна авіація).
1994 — закінчив історичний факультет Львівського національного університету імені Івана Франка. Фахівець з історії міжнародних відносин. Дипломна робота на тему «Німецька політика стосовно України в роки Другої світової війни».
Після закінчення університету — на викладацькій і науковій роботі. Бере участь в різних журналістських і громадсько-політичних проектах. Керував відділом політики газети «Поступ» (Львів). Брав участь в створенні Центру політичних досліджень «Нова хвиля» (Львів).
У березні 1997 року захистив дисертацію, має вчений ступінь кандидата історичних наук.
У різні роки як консультант-аналітик брав участь у різних політичних проектах (Народно-демократична партія, Народний блок Литвина, партія «Реформи і порядок», партія «Пора» і ін.). Входив до громадських рад при Президенті, голові Верховної Ради, Міністерстві закордонних справ.
З березня 2012 року очолює Фонд «Українська політика».
Як журналіст співпрацює з газетами «Дзеркало тижня», «Факти», «Київський телеграф», інтернет-виданнями «Українська правда», «Оглядач», «Полеміка» тощо.
Був автором і ведучим програми на «Громадському Радіо» (2002—2003).
У 2021 році співпрацював з проросійським блогером Анатолієм Шарієм, записавши російськомовні лекції про ОУН, УПА та український націоналізм для одного з його YouTube-каналів.
Автор 7 монографій, понад 3000 статей в періодиці і понад 50 наукових робіт.

### Фонд «Українська політика»
У 2011 році ініціював створення фонду  «Українська політика», який просував інтереси регіоналів. Спочатку Фонд займався вивченням і прогнозуванням політичних процесів в Україні  та на пострадянському просторі. Під егідою та за ініціативи Фонду була проведена низка міжнародних конференцій в Парижі, Берліні, Брюсселі, Римі, Варшаві, Осло, Москві, Вільнюсі[джерело?]. У 2013—2014 роках Фонд видавав журнал «Rich»[джерело?]. Під час президентської кампанії 2019 року фонд показував, що Олександр Вілкул успішно наздоганяє свого екс-союзника Юрія Бойка, а Олег Ляшко нібито посідав упевнене третє місце. 

## Особисте життя
Одружений, виховує трьох дітей.
Член Товариства «Вінничани у Києві».